# 야마우치 요도
야마우치 요도/도요시게(일본어: 山内容堂/豊信 やまうち ようどう/とよしげ[*], 분세이 10년 음력 10월 9일(1827년 11월 27일) ~ 메이지 5년 음력 6월 21일(1872년 7월 26일))는 막말의 도자마 다이묘이다. 제15대 도사번주로 번정 개혁에 성공해 막말사현후(賢侯) 중의 하나로 꼽힌다. 그는 메이지 유신 전부터 서양식 번정 개혁을 꾸준히 추진했고 원수였던 조슈번과 사쓰마번 사이의 동맹을 이끌어내는 데 공이 있었으며, 대정봉환이라는 유신 최대 정치 개혁을 완수시켰다. 관위는 집안 대대로 종4위하 도사노카미 겸 시종이었는데, 통치능력과 메이지 유신의 공을 인정받아 종2위 곤주나곤까지 승진했다. 메이지 유신 후에는 정2위 사향간지후(麝香間祗候, 자코노마시코, 유신 1등 공신)의 반열에 올랐다가 서거 후 종1위에 추증됐다. 휘는 도요시게. 은거 후의 호는 요도(容堂). 그는 술, 계집과 시에 대한 애정을 곧잘 표현하며 "경해취후(鯨海酔侯)"를 자처했다.
그는 안세이 대옥 당시 막부 개항파 이이 나오스케에게 핍박을 받아 당시 존왕양이파 사무라이들에게 인망을 얻었고 다케치 즈이잔을 통해 존양파 귀족들과도 줄을 대는 등 존양파로 생각됐으나, 존양파식 번정 개혁에 번번히 제동을 걸었으며 더욱이 이후 막부가 위압적으로 나오자 자기 번내 존양파를 일소하고 막부 편에 섰다. 당시 지사들은 그런 그를 시류에 편승하는 자로 조롱하면서 "취하면 근왕, 술깨면 좌막(막부지지자)"이라고 비난했다. 그러나 도막파(존양파)와 좌막파 사이의 모호한 태도가 오히려 삿초 동맹과 대정 봉환을 완수하는데 큰 역할을 담당하게 했다는 평가도 있다. 현재 야마우치가의 위패를 모시는 야마우치 신사에 술대접을 든 요도의 좌상이 있는데, 좌대에 '대정봉환을 기뻐하는 야마우치 요도공(大政奉還を慶ぶ山内容堂像)'이라 써있다.

## 출신 배경
도요시게는 원래 도사번 방계인 야마노우치 남저가(山内南邸家) 출신으로 야마노우치 도요아키(山内豊著, 도사 번 제10대 번주 야마우치 도요카즈(山内豊策)의 4남)의 장남으로 태어났다. 원래 도사 번주의 적자들은 에도의 야마우치 집안 저택에 보내지나, 그는 방계였으므로 고치성에서 자랐다. 그의 집안은 본가에 가장 가까운 방계로서 영주로부터 1500석 정도의 영지를 분봉받았다.
13대 도사 번주 야마우치 도요히로(山内豊熈)와 그의 아우인 14대 도사 번주 야마우치 도요아쓰(山内豊惇)가 요절해 영지를 막부에 몰수당할 위기에서, 아직 약관의 도요시게가 간택돼 사촌 14대 번주 도요아쓰의 양자가 되는 형식으로 대를 이었다. 취임 보름을 못넘긴 사촌 도요아쓰에겐 친동생 구마고로(熊五郎, 후일의 도사 번 제16대 번주 야마우치 도요노리(山内豊範))가 있었으나 당시 3살이었던 관계로 구마고로가 성장할 때까지 도요시게가 임시로 영주에 취임했다.

## 영주 취임 초기
그는 불과 약관의 나이에 영주 자리에 올랐고 정통성과 배경은 없었지만 과단성을 가지고 자신을 보좌할 새 인물들을 등용했다. 그는 전대의 신하들과 번내 문벌들에 의해 번정이 장악되는 걸 막기 위해 요시다 토요와 그 휘하의 '신오코제구미(新おこぜ組)'를 발탁했다. 그들은 서양식 군비를 갖추고 외세에게서 해상 방위력을 높이기 위한 정책을 만들고 이를 뒷받침할 재정 개혁을 서둘렀다. 아울러 서양 문물에 정통한 인재들을 기르기 위해 번사들을 나가사키의 서양식 학교에 보내고, 신분제를 완화하고 문무 관직을 새로 정비했다.
잘 진행되는 듯했던 번정 개혁은 요시다 토요가 실각하며 발목이 잡힌다. 토요가 에도에 참근교대로 파견가서는 야마우치 집안의 인척이자 막부의 하타모토였던 마쓰시타 가헤이와 분란을 일으켰다. 그는 즉시 번청으로 소환된 후 근신 처분을 받고 실각했다. 후임으로는 토요의 양자인 고토 쇼지로, 그리고 신오코제 구미의 중진이었던 후쿠오카 다카치카(福岡孝弟)가 기용돼 번정 개혁은 계속 진행됐다.

## 안세이 대옥
도요시게는 도쿠가와측 누대의 가신 집안이 아닌 도자마 다이묘이긴 했으나 당시 사현후로 추앙되던 후쿠이 번주 마쓰다이라 슌가쿠, 우와지마 번주 다테 무네나리, 사쓰마 번주 시마즈 나리아키라와 함께 막부 정치에 수시로 진언하는 등 영향력을 행사했다. 막부 측 실세 아베 마사히로 역시 이들 사현후의 의견을 경청해 반영하는 등 막부의 정치가 흘러갔으나, 아베 마사히로(阿部正弘)가 죽고 이이 나오스케(井伊直弼)가 실세에 등극하며 달라졌다.
1858년(안세이 5년) 막부 정책에 서서히 대립각을 드러내던 이들은 13대 쇼군 도쿠가와 이에사다가 후사없이 죽으면서 충돌한다. 사현후들과 미토 번주 도쿠가와 나리아키는 고산쿄(御三卿) 히토쓰바시 요시노부를, 이이 나오스케는 고산케(御三家) 중 하나인 기슈번주 도쿠가와 요시토미를 밀었다. 결국 이이 나오스케가 정쟁에 승리하면서 도쿠가와 요시토미가 14대 장군 도쿠가와 이에모치가 됐다. 사현후들이 모두 반발했으며 특히 도요시게는 이듬해 2월 막부에 은퇴 사직서를 내고 33세 나이에 은거해 버렸다. 이이 나오스케는 이에 아랑곳않고 오히려 사현후 모두에게 근신처분을 내려, 이들 네 영주 모두 자택 방에서 한 발자국도 나오지 못하고 근신에 들어갔다. 이 때 막부 측에 체포돼있던 요시다 쇼인 등 정치사상범들도 대거 처형된다. 안세이 대옥이다.

## 은거 후 메이지 유신 직전까지
도요시게는 은거하면서 자신의 뒤를 원래 본가의 막내였던 도요노리(豊範)에게 물려주고 자신은 성을 나와 요도(容堂)이란 호를 짓고 에도의 도사 번저에 틀어박혔다.
1860년(분큐 원년) 요도와 갈등을 일으켰던 이이 나오스케가 암살되고 그를 비롯한 사현후들이 근신에서 풀렸다. 사쿠라다 문 밖의 변(桜田門外の変)이었다. 도요시게는 이이 나오스케가 죽으면서 근신은 풀렸으나 이미 영주 자리는 4촌 도요노리에게 물려준 후였다.
1862년(분큐 2년) 그의 은거 중 도사 번에 쿠데타가 일어났다. 막부측 개화파였던 이이 나오스케가 비명횡사한 이후 일본 전국적으로 존왕양이 운동이 일어나 도사 번내에도 다케치 즈이잔(武市瑞山)을 필두로 도사근왕당이란 것이 만들어졌다. 도사 번의 하급무사(下士, 카시)들이 모여 결성된 그들은 초기 존왕양이가 그렇듯 서양 문물에 대해 배타적인 자세였고 당연히 요시다 도요의 서양식 번정 개혁에 대해 비판적이었다. 게다가 요도의 번정 개혁으로 신분 차별이 조금 완화되긴 했으나 도사 번의 번정을 대대로 상급무사(上士,죠시)들이 독점해, 번정에 참여할 수 없는 도사근왕당은 초조했다. 끝내 음력 5월 6일 도사근왕당 소속 3명의 자객이 요시다 토요를 암살하고 탈번해 버렸다. 다케치는 당시 번정에서 역시 소외됐던 시바타 히고(紫田備後) 등 문벌 가신들과 손잡고 공백 상태가 된 번정을 장악했다. 요도는 이들을 인정했을 뿐 아니라 가시(下士)였던 다케치 즈이잔을 조시(上士)로 신분까지 올려줘, 산조 사네토미 등 존왕양이파 귀족들이 석권한 교토 조정에 사자로서 보내기도 했다.
1863년(분큐 3년) 음력 8월 18일, 공무합체 파 교토 귀족들이 막부와 사쓰마번을 등에 업고 정변을 일으켰다. 8월 18일의 정변으로 불리는 이 사건으로 존왕양이 파 교토 귀족들이 모두 실각하고 당시 일본 존왕파의 보루 조슈번이 교토에서 쫓겨났다. 일본 각지에서 존양파 숙청이 이어졌는데 도사 번저에 틀어박혔던 요도 역시 도사로 귀환하며 요시다 토요를 암살했던 도사근왕당에 대해 대대적인 탄압을 벌였다. 다케치 즈이잔과 오카다 이조 등 당원은 물론 관련자까지 빠짐없이 투옥됐다. 가혹한 고문이 이어진 끝에 다케치 즈이잔이 할복하고 그 외 당원들에게도 처형 선고가 내려졌으며, 용케 몸을 피한 잔당들도 '탈번' 처리해 살아서는 도사로 돌아올 수 없게 막아버렸다. 처분을 마친 요도는 다시 교토로 가 공무합체 파가 득세한 황실로부터 '참예(参預)'직이 내려져 국정자문을 위탁받았으나 몸이 좋지 않다며 사퇴했다. 주 권력이 막부 측에 있어 교토 조정의 '참예제도(参預会議)'는 원래 유명무실할 수 밖에 없었다.
1866년 음력 1월 22일 도사를 탈번했던 유신 지사 3인방 사카모토 료마, 나카오카 신타로, 히지카타 히사모토의 중개로 삿초 동맹이 맺어졌다. 체결에 도사 번이 한 일은 없었지만, 곧 이를 알게 된 요도 공은 참정 고토 쇼지로를 보내 이후 도막군(막부 타도군)을 결성하는데 조슈번, 사쓰마번과 삼자 회담을 가졌다.
이에 이듬해 5월 사쓰마번의 주도로 막부 권력에 제한을 가하려던 '사후회의(四侯会議)'에 요도도 참여하나, 사쓰마 주도가 탐탁치 않았던 요도가 결석을 계속하면서 4후회의 역시 곧 유명무실해졌다.
1867년 음력 5월 22일 사쓰마 번 가로(家老) 고마쓰 다테와키가 교토 사쓰마 번저에서 주최하고, 도사 탈번 낭사 나카오카 신타로의 중개에 의해 도사 번사인 이타가키 다이스케, 다니 다테키와 사쓰마 번사 사이고 다카모리, 요시이 도모자네가 막부를 토벌하는데 뜻을 모아 '삿도 밀약(薩土密約)'을 맺었다. 다음 날 이타가키 다이스케가 요도에게 밀약내용을 보고하고 당시 일본으로선 신형 라이플이었던 '알미니 총' 300정 구입을 허가받았다. 요도는 이타가키를 데리고 6월 초순 도사로 돌아갔다.
그러나 밀약 체결 1개월 째 되던 음력 6월 22일, 같은 장소인 교토 주재 사쓰마 번저에서 도사 번 참정 고토 쇼지로, 사카모토 료마, 후쿠오카 다카치카, 데라무라 미치나리(寺村左膳), 마나베 마사무네(真辺栄三郎)와 사쓰마 번사인 오쿠보 도시미치, 사이고 다카모리가 막부 토벌이 아닌 '대정봉환'을 평화적으로 이행하기 위해 협력하기로 하고 새로 협약을 맺었다. 이를 한 달 전 밀약과 구분해 '삿도맹약'이라 부른다. 그러나 결국 이후 정치 상황과 여론은 막부 토벌 쪽으로 기운다. 요도는 집안 대대로도 그렇고 자신의 영주 취임에도 막부의 은혜를 깊게 느껴 막부를 계속 감싸려 했으나 시대 흐름을 거스르지는 못했다.
막부의 권력을 황실에 반환하고 이후 일본의 지배구조를 서양식의 의회 제도로 바꾸는 등의 내용을 담은 사카모토 료마의 '선중팔책(船中八策)'을 고토 쇼지로가 자신의 서명으로 요도에게 올렸다. 요도가 이를 묘안으로 여기고 당시 막부 실세인 이타쿠라 가쓰키요(板倉勝静)를 통해 15대 쇼군 도쿠가와 요시노부에게 상주했다. 이로서 동년 음력 10월 14일(양력 11월 9일) 요시노부가 교토 조정에 정권을 평화적으로 반환했다.(대정봉환)

## 메이지 유신 때의 야마우치 요도
1867년 음력 12월 9일 황궁에서 궁전회의(小御所会議)가 열렸다. 사쓰마, 오와리, 에치젠, 히로시마 4개 번 영주가 일단 모였고, 같이하기로 했던 요도가 만취상태로 지각했다. 요도는 다짜고짜, 원래 자신의 안대로라면 막부의 명맥을 이어준 상태에서 이뤄져야 했을 대정봉환이 결국 막부 해체 상태를 만들게 된데 대해 이와쿠라 도모미 등 존양파 귀족들의 음모가 있었다며, 평화적 정권 교체의 1등 공신일 쇼군 도쿠가와 요시노부도 이번 회의에 참여해야 한다고 주장했다. 또한 이와쿠라, 오쿠보 등이 '사관납지(辞官納地,쇼군이 관직을 사퇴하고 막부 직할지를 국유지로 전환하는 것)'를 밀어붙여 막부를 빈사상태로 만들어놓고 어째서 귀하의 번들은 영지가 그대로냐 힐문했다. 앞으로 일본의 정치적 구심점이 될 열후회의(列侯会議)는 도쿠가와가 중심이 돼야 한다고도 요구했다. 에치젠 영주 마쓰다이라 슌가쿠(松平春嶽)도 이에 동조했으나 곧 회의는 고성이 난무했다. 만취가 된 요도가 '불과 두 세명의 교토 귀족이 미령하신 천자를 옹립해, 권력을 마음대로 휘두르고 있다'고 시비를 걸자, 참지 못한 이와쿠라가 '오늘 모임은 모두 성심(일황의 결단)에 의해 열렸느니라', '대단한 실언을 하는구나', '존귀하신 천자님에게 미령하다니 왠 망발인가', '도사! 도사! 똑바로 대답하라!' 등 요도의 면전에 대고 침을 튀겼다고 한다. 만취가 돼 한 말을 자꾸 반복하는 그를 놔두고 회의는 결국 막부 타도 파의 의견대로 흘러갔다.
1868년 음력 1월 3일, 막부 측이 교토에서 도바·후시미 전투를 일으켜 드디어 막부 타도군이 움직였다. 요도는 개인적으로는 아직 반대라, 이전 합의에 따라 도사 번에서 백 여명의 병사를 상경시키긴 했으나 절대 전투에는 가담하지 말라 밀지를 따로 내렸다. 그러나 상경한 도사 번 병력은 요도의 명령을 무시하고 막부 측에 공격을 시작했다.
1868년 음력 1월 7일 요도는 사이고 다카모리로부터 '막부 타도의 전기가 왔소(「討幕の合戦近し」)'라는 밀서를 받았고, 가신인 다니 다테키(谷干城)로부터 이미 개전했다는 보고도 받았다. 이에 도사 번에서 이타가키 다이스케가 2년 전 맺었던 삿도밀약에 따라 진쇼타이(迅衝隊)를 이끌고 상경했다. 요도는 교토 전투를 마치고 신정부군을 따라 계속 동쪽으로 진격하는 진쇼타이 부대원들에게 '자중자애하라(自愛するように)'고 말을 남겼다 한다.

## 유신 후 만년의 요도
메이지 신정부가 구성되자 내국사무총재(内国事務総裁) 자리를 받았다. 그러나 유신 후 신분제가 철폐돼 가신 및 백성과 신분 차이가 없어짐에 실망하고 이듬해 자진사퇴한다. 한편 메이지 유신의 1등 공신 기도 다카요시와 죽이 맞아 자신의 도쿄 저택에 자주 초대했다. 메이지 유신까지의 추억도 나누고 술잔을 기울이며 앞으로 신정부가 어떻게 흘러갈 것인가에 대해 견해를 나누기도 했다. 요도는 원래 에도의 도사 번저를 나와 새로 도쿄 하코사키(箱崎)의 옛 다야스 도쿠가와 가(田安徳川家, 고산쿄 중 첫째 가문)의 별장을 사서 이주했다.
1872년(메이지 5년) 다년간의 과음으로 뇌일혈을 일으켜 곧 서거했다. 향년 46세. 묘소는 에도의 도사 번저(土佐藩下屋敷) 터인 도쿄도 시나가와구 오이 공원(大井公園)이다.

## 기타
- 13대 도사 번주 도요히로(豊熈)의 부인 시쿄인(智鏡院)은 집안의 단절과 영지 몰수를 염려해 14대 번주이자 시동생인 도요아쓰(豊惇)의 죽음을 막부에 알리지 않고 일단 은거했다고 속여 도요시게에게 뒤를 잇게 했다. 시쿄인은 시마즈 집안 출신이었는데 막부를 속이기 위해 친정의 힘을 빌려, 에도 막부의 노중수좌[16](老中首座)이었던 아베 마사히로[17](阿部正弘)에게 줄을 댔다. 야마우치 집안은 세키가하라 전투 이후 도쿠가와 막부에게 영지를 받았던 까닭도 있었지만, 요도의 영주 취임에 막부의 은혜를 입어 이후 막부 타도 운동에 요도가 소극적이었던 것이 아닌가하는 시각도 있다.[18]
- 은거생활 당시 에도의 유명 별장지였던 하시바(橋場,현 도쿄도 다이토구 소재)에 아야세 초당(綾瀬草堂)이란 별장을 짓고 십수명의 첩과 술, 시에 둘러싸여 만년을 보냈다고 한다. 또한 당시 유명 요정이 있었던 료고쿠(両国,현 스미다구 소재)・야나기바시(柳橋, 현 다이토구 소재)[19] 등을 주유하며 가산을 탕진했다. 요도가 말하길 '일찌기 다이묘가 파산한 전례가 없었다. 내가 선례를 남겨주마'고 호언장담했는데 가신들의 충언도 무시하고 막무가내였다고 한다.
- 메이지 유신 이후 만년의 요도는 8월 18일 정변 때 다케치 즈이잔을 죽여 도사 번에 삿초 양번 세력(번벌)을 대적할 인물이 없어졌다고 후회했다 한다.
- 2010년 NHK 대하드라마 료마전에서 야마우치 요도(콘도 마사미 扮)는 노년의 모습이었으나 실제 요도의 나이는 다케치 즈이잔(오오모리 나오 扮)보다 불과 2살 위로 작품의 배경이 된 막말에서 메이지 유신 직전까지 30대 말에서 40대 초였다.

## 같이 보기
- 옛 야마우치가 별장장옥(일본어판)
- 야마우치 신사(일본어판)